# Taxxi 5
Taxxi 5 (Taxi 5) è un film del 2018, diretto da Franck Gastambide.
È l'ultimo capitolo della saga, iniziata con Taxxi 
proseguito poi con i suoi seguiti Taxxi 2, Taxxi 3 e Taxxi 4.
Al confronto dei precedenti capitoli, in questo film il cast di attori è totalmente rinnovato, tranne per Bernard Farcy ed Édouard Montoute, già presenti anche nei film precedenti.
In Italia è stato trasmesso in prima TV su Cielo il 17 febbraio 2022.

## Trama
Sylvain Marot, ispettore della polizia di Parigi, è considerato uno dei migliori agenti di polizia della capitale francese, che sogna di prestare servizio nelle forze speciali. Dopo aver scoperto che ha dormito con la moglie del Commissario, viene trasferito alla polizia municipale di Marsiglia, il cui sindaco è l'ex Commissario Gibert. Mentre insegue un tassista, finisce per annegare l'auto di pattuglia e di conseguenza entra in una scaramuccia con la polizia cittadina.
Gibert informa la squadra di una "banda di italiani", che usa due potenti Ferrari per commettere i loro crimini, e ordina a Maro di arrestarli. A causa della scarsa potenza delle auto della polizia locale, si rende conto che non sarà in grado di tenere il passo con una Ferrari. Alain, un collega di Maro, racconta al nuovo arrivato del mitico taxi di Marsiglia e delle avventure di Daniel ed Emilien.
Ma sono passati anni: la macchina ora è in Marocco, Emilien ha lasciato la polizia e Daniel vive a Miami. Sylvain e il suo team trovano il nipote di Daniel, Eddie Makhlouf, che era il tassista che stava inseguendo. Sylvain offre a Eddie un accordo; trova il taxi di suo zio e sarà liberato.
Eddie fa una controproposta, affermando che desidera essere l'autista del taxi quando lo trovano. Trovano la macchina, ma si scopre che il nipote non ha il talento di suo zio. Il giorno successivo iniziano l'operazione "Mafia", così chiamata da Gibert. Mentre i ladri scappano, Gibert commette un errore che porta a un incidente d'auto, una delle vittime del quale si scopre essere il ministro che aveva incontrato in precedenza.
Sylvain insegue i ladri ma non è ancora in grado di tenere il passo con le loro auto. Rendendosi conto che l'auto ha bisogno di ulteriori modifiche, finisce per lasciare il taxi con la sorella di Eddie, Samia. Sylvain viene immediatamente colpito da lei e cerca di fare una mossa, ma viene rifiutato. Va con Eddie a incontrare un "italiano" Rashid, che li informa di un luogo dove si allenano gli italiani - una pista da corsa abbandonata. Sylvain ed Eddie vanno lì e vincono la gara. Uno dei ladri, Tony Dog, ex pilota di Formula 1, offre a Sylvain un lavoro e lo invita a una festa privata.
L'intera squadra della polizia municipale viene inviata lì. Eddie, travestito da cameriere, entra nell'ufficio di Dog e trova il piano per la prossima rapina: il furto di un diamante "Cassiopea". Mostra a Sylvain le prove, ma quando sentono arrivare qualcuno, cercano di nascondersi nella stanza. Entrambi sentono i ladri parlare con due poliziotti corrotti della città. A causa della stupidità di Eddie vengono scoperti e Eddie finisce per rivelare tutto a uno di loro. Dopo che Sylvain fugge dalla finestra, Eddie viene salvato da uno degli agenti di polizia.
Il giorno della rapina, il diamante "Cassiopea" arriva a Marsiglia in elicottero. Prima che possa atterrare, i ladri minacciano di farlo saltare in aria usando un drone militare rubato. Dopo aver fatto saltare in aria un paio di auto della polizia come prova, il pilota è costretto a far volare l'elicottero su uno yacht. Sylvain ed Eddie inseguono l'elicottero insieme alla polizia.
I poliziotti corrotti vengono fermati dagli amici di Eddie mentre aprono la strada al taxi. I poliziotti requisiscono un veicolo civile ma alla fine vengono fermati dalla polizia municipale mentre i rapinatori continuano a inseguire il taxi. Dopo aver aperto il fuoco sul taxi, Sylvain usa la spinta per guadagnare più velocità e di conseguenza il taxi viene fatto volare da una scogliera e si schianta sul retro dello yacht dove Rashid ha già reclamato il diamante dal pilota.
La banda viene quindi arrestata e il diamante viene restituito. Sylvain si dirige a Samia per parlarle dell'auto quando rivela che è già finito il telegiornale. Eddie viene mostrato in televisione fingendo di essere un poliziotto mentre si prende il merito. Ringrazia Sylvain e Samia prima di concludere con una proposta alla sua ragazza. In ospedale, Alain, vedendo il taxi rotto, è sconvolto. Più tardi durante una cerimonia, tutti i soggetti coinvolti vengono premiati.
Sylvain arriva su una Lamborghini confiscata agli italiani, seguito da Samia su una macchina nuova su cui stava lavorando. Entrambi quindi procedono a correre verso l'aeroporto.

## Produzione
Il 29 settembre 2016, EuropaCorp annuncia un quinto film della saga Taxxi, ben dieci anni dopo l'uscita dell'ultimo film, e previsto per il 31 gennaio 2018. Franck Gastambide e Malik Bentalha sono i protagonisti, mentre lo scenario è orientato verso la "continuità del film precedente”, secondo Gastambide. Lo stesso giorno, viene trasmesso il trailer durante l'edizione annuale della Fédération nationale des cinémas français.

### Veicoli utilizzati
- Ford Taunus 2,0 L
- Citroen CX 2000 Stationcar Seriè 1
- Lamborghini Aventador
- Citroen 2CV AZA
- Hummer H2
- Citroën C6
- Peugeot 607
- Citroën DS5
- Dacia Logan MCV
- Suzuki Ignis
- Citroën AX
- Peugeot 306
- Renault Megane Scenic
- Peugeot 307 SW
- Renault Laguna II
- Renault Laguna III
- Renault Megane III
- Ford Mondéo IV
- Ferrari California T
- Ferrari F40

### Colonna sonora
1. Kore & L'Algérino – Va bene
2. Ninho – Boîte auto
3. Lartiste feat. Naza – Attache ta ceinture
4. Hamza – Cash
5. Alonzo – Santana
6. Vegedream – Du temps
7. Marwa Loud – Calma
8. Naps – Le couz
9. Soprano feat. Kooseyl – A 2000
10. MMZ – S line
11. Sadek feat. Kofs – 9 Milli
12. Zola – California Girl
13. Maes – Tokareve
14. Mister V feat. PLK – Lambo
15. Sam's feat. S.Pri Noir - All Eyes On Me
16. Kazmi – Gamos

## Riprese
Le riprese sono iniziate il 25 luglio 2017 a Parigi. Si sono svolte parti delle riprese a Marsiglia e nella Provenza-Alpi-Costa Azzurra per un totale di tredici settimane. Un'altra scena è stata girata il 2 dicembre 2017, nel municipio del 14º arrondissement di Parigi.

## Accoglienza

### Incassi
Con un budget di 23 milioni di $, il film ha incassato appena 38598227 $.

## Distribuzione
Taxxi 5 è stato rilasciato in Francia su DVD e Blu-ray il 13 agosto 2018.